# Jezero
Jézero je velika (po navadi sladkovodna) stoječa vodna površina, ki jo obkroža kopno.
Velika jezera včasih pojmujejo kot »kopenska morja«, mala morja pa kot jezera. Zgleda za to sta Veliko slano jezero in Mrtvo morje. Največje »jezero« na Zemlji je Kaspijsko jezero, najgloblje je Bajkalsko jezero v Sibiriji. Izraz jezero se uporablja tudi za suha jezera, kot je na primer Eyrovo jezero, ki je večinoma suho, med obilnimi padavinami pa se napolni. Cerkniško jezero je primer presihajočega jezera.
Finsko poznamo tudi po imenu Dežela tisočerih jezer, Minnesota pa je znana pod imenom Dežela desettisočih jezer.
Več kot 60 % jezer na svetu leži v Kanadi.
Za jezera po svetu glej seznam jezer.
Največje umetno jezero v Severni Evropi je Kielder Water v severni Angliji v Northumberlandu ob meji s Škotsko.
Na Luni obstajajo temne bazaltne ravnine, podobne Luninim morjem, vendar manjše (latinsko lacus), za katere so nekdaj astronomi mislili, da so resnična jezera.

## Vrste jezer

### Jezera po tipih
- Jezera depresije - gladina jezer je pod nivojem morja.

Mrtvo morje, Kaspijsko jezero, Eyrovo jezero
- Kriptodepresijska jezera (prikrita depresija) - samo jezersko dno je pod morsko gladino.

Bajkalsko jezero,
Gardsko jezero
- Sveta jezera

### Jezero po vsebnostisoli
- Sladkovodna jezera
- Polslana jezera
- Slana jezera (Mrtvo morje, jezero Tuz, Veliko slano jezero, Kaspijsko jezero, Aralsko jezero ...)

### Jezera po hidrografskih značilnostih
- Pretočna jezera - jezera z nenehnim nadzemeljskim dotokom in odtokom vode.
- Nepretočna jezera - jezera brez dotoka in odtoka vode (kraterska jezera in puščavska jezera).
- Stalna jezera - voda nikoli ne presahne.
- Periodično jezero tudi Presihajoče jezero - jezero, ki se napolni z vodo v suhem letnem času (npr. Cerkniško jezero) (poznamo tudi jezera, ki sicer presihajo, a se zaradi preskromnega odtoka nikoli popolnoma ne posušijo)
- Obdobno (puščavsko) jezero - jezero, ki se občasno napolni ob dežju
- Meromiktično jezero  - je jezero, ki ima plasti vode, ki se med seboj ne mešajo
- Monomiktično jezero - so holomiktična jezera, ki se mešajo od zgoraj navzdol v enem obdobju mešanja vsako leto. Lahko so hladna in topla.

### Jezera po nastanku
- Vglobljeno jezero - jezerska kotanja je nastala s poglobitvijo površine.
  - Tektonsko jezero - jezera, nastala v tektonskih kotlinah in jarkih.
    - Reliktna jezera - ostanki nekdanjih velikih, obsežnih vodnih površin (Kaspijsko jezero, Aralsko jezero...).
    - kratersko jezero - jezero, nastalo v kraterjih, ugaslih ognjenikov (Kratersko jezero/Crater Lake...).

  - Erozijsko jezero
    - Kraško jezero - jezera, nastala s korozijo; se nahajajo v vrtačah, uvalah ali na kraških poljih (Cerkniško jezero, Skadrsko jezero...).
    - Ledeniško jezero - je vodno telo, ki izvira iz delovanja ledenika.
      - Krniška visokogorska jezera - jezera, nastala v krnicah (jezera na Kriških podih)
      - Dolinska ledeniška jezera (Velika jezera, Gardsko jezero, Jezero Maggiore, Komsko jezero, Vrbsko jezero idr. koroška ledeniška jezera, Bohinjsko jezero, Blejsko jezero...)
- Starodavno jezero - jezero, ki neprekinjeno vsebuje vodo več kot milijon let.
- Asfaltno jezero
- Bifurkacijsko jezero - jezero, ki se izliva v dve različni porečji in zato razvodnice ni mogoče natančno določiti.
- Endoreično jezero - zaprta drenažna kotlina, ki zadržuje vodo in ne omogoča iztoka v zunanje vodne tokove.
- Mrtvica - jezero ali bazen v obliki črke U, ki nastane, ko je širok meander reke odrezan in ustvari prostostoječe vodno telo.

- Zajezitvena jezera - jezera so nastala zaradi zajezitve vodotoka.
  - Naravno jezero
    - Ledeniško akumulacijsko jezero - jezera, nastala za čelnimi morenami ledenikov.
    - Rečno zajezitveno jezero - lahko ostanki meandrov, kraška zajezitvena jezera, eolska jezera (nastala za sipinami), zoogena lagunska jezera (nastala za laguno), obrežna akumulacijska jezera (nekdanji morski zalivi)

  - Umetno jezero (zbiralniki) - nastala za umetnimi pregradami, preprekami v energetske in namakalne namene (Ptujsko jezero, Šmartinsko jezero...).